# 哈薩克丘陵

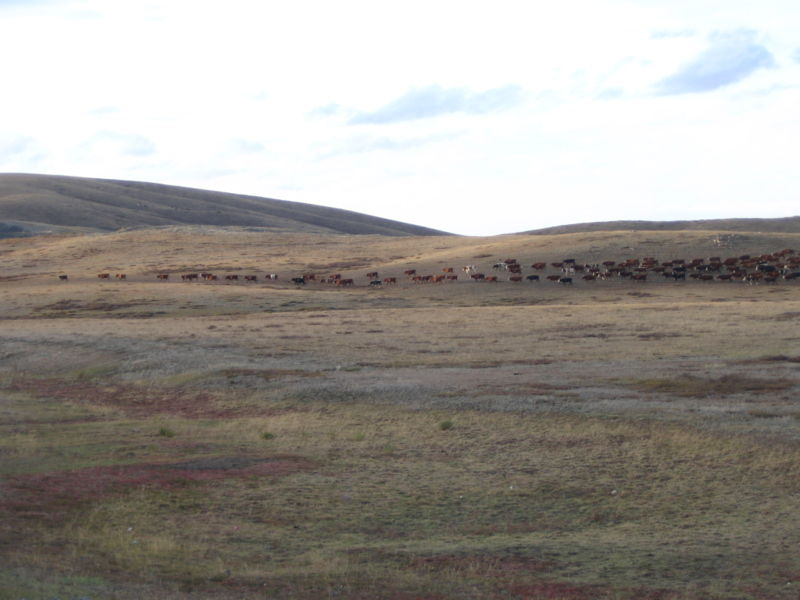
哈薩克丘陵（卡拉干達州）

哈薩克丘陵（哈薩克語：‎，意思是「黃色的山」）位於哈薩克中北部，位於巴爾喀什湖以北、額爾齊斯河以西。東西長1,200公里，平均海拔300-500米，最高點阿克索蘭山海拔1,565米，很可能是世界第一大丘陵，地質學上屬哈薩克大陸的一部分。2008年，部份地區以萨雅克－北哈萨克干草原与湖群的名義被列入世界自然遺產。